# Västerbron
Västerbron ("Ponte dell'Ovest") è un ponte ad arco di Stoccolma, che raggiunge Södermalm e Långholmen attraversando lo Riddarfjärden, dal quartiere Marieberg di Kungsholmen. Il ponte fu aperto al traffico il 20 novembre 1935. Il ponte è lungo circa 600 metri. La sezione d'acqua è lunga circa 340 metri ed è composta da due catene d'acciaio.
Västerbron fu incluso nel primo piano generale di Stoccolma del 1928 e fu costruito nel 1931-1935. Il ponte è stato progettato dagli architetti Birger Borgstrom, David Dahl e Paul Hedqvist, e costruito dagli ingegneri Solomon Kasarnowsky ed Ernst Nilsson. È in gran parte in linea con il piano con il quale gli architetti tedeschi avevano vinto il concorso di design a ponte nel 1930. Västerbron fu il primo ponte costruito nella zona di Stoccolma, dove il traffico su  il lago Mälaren poteva completare il collo di bottiglia dell'isola Stadsholmen nella zona di Stoccolma. Il ponte ha una lunghezza totale di 602 m una lunghezza di oltre 200 m, il più lungo ponte ad arco in acciaio della Svezia.

## Galleria d'immagini

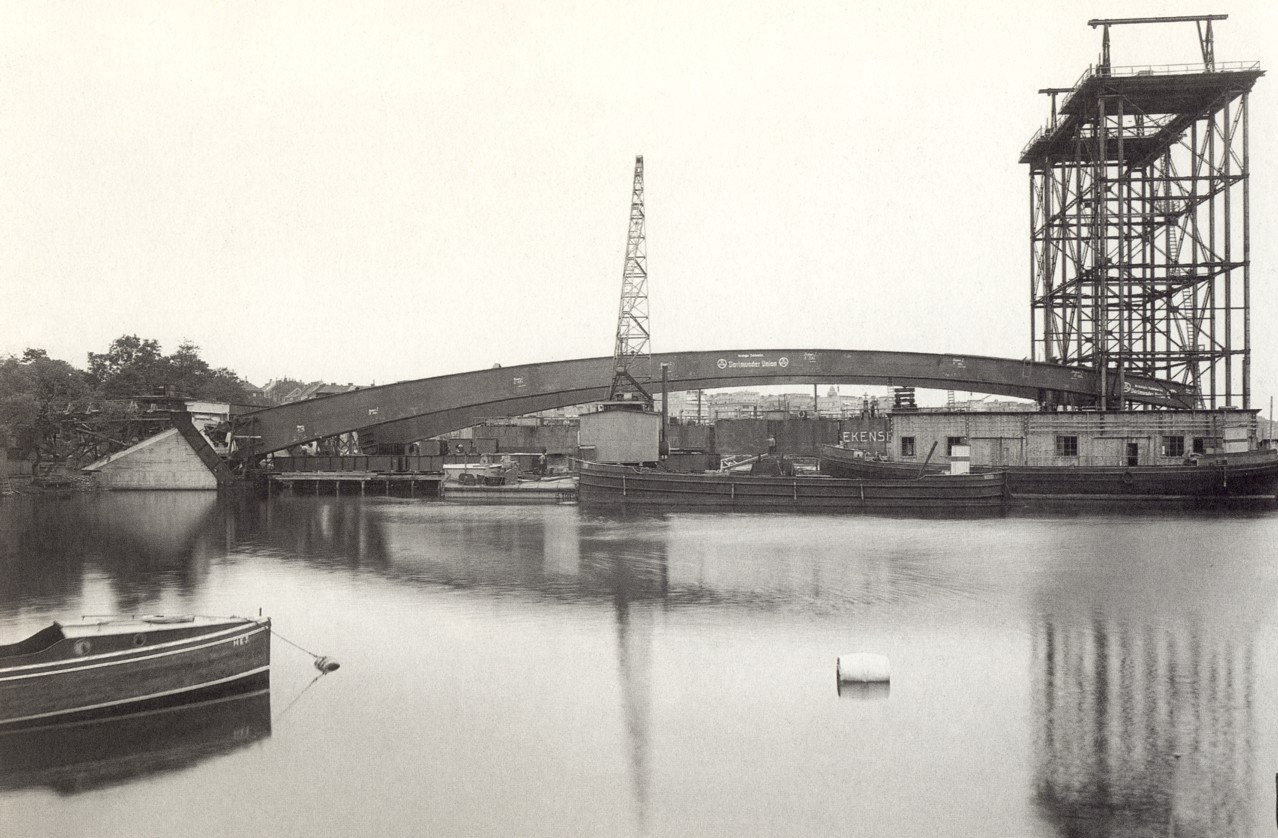
Västerbron a Stoccolma in costruzione, 1933
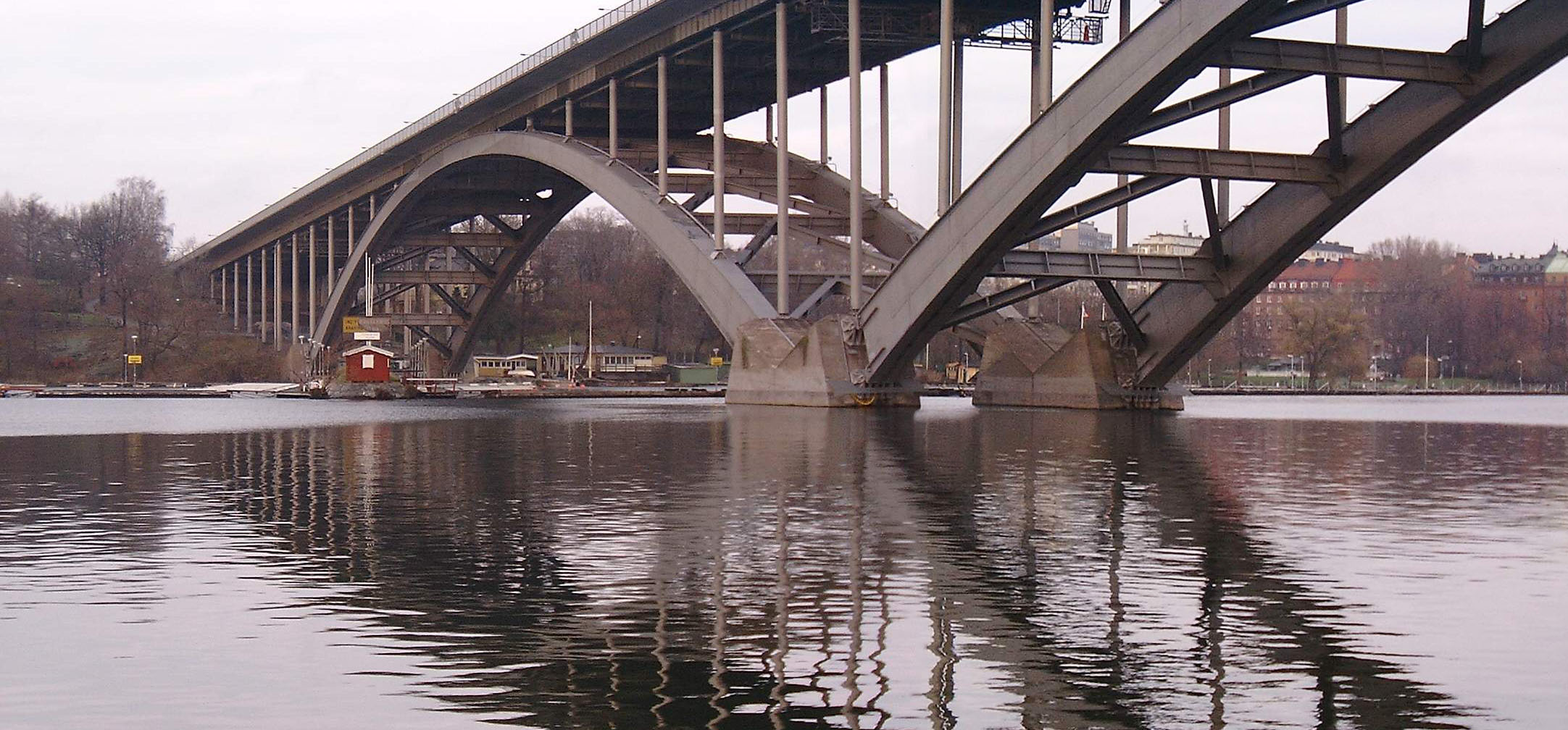
Il Västerbron nel 2006
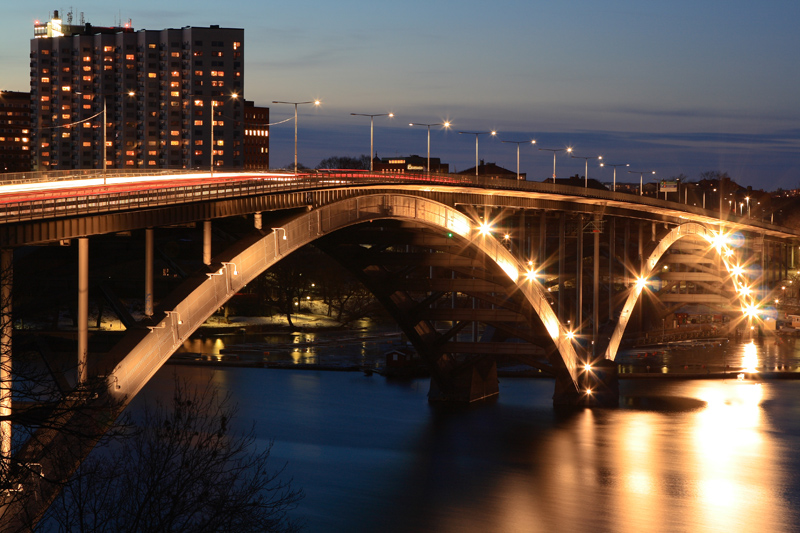
Il Västerbron a Stoccolma di notte.
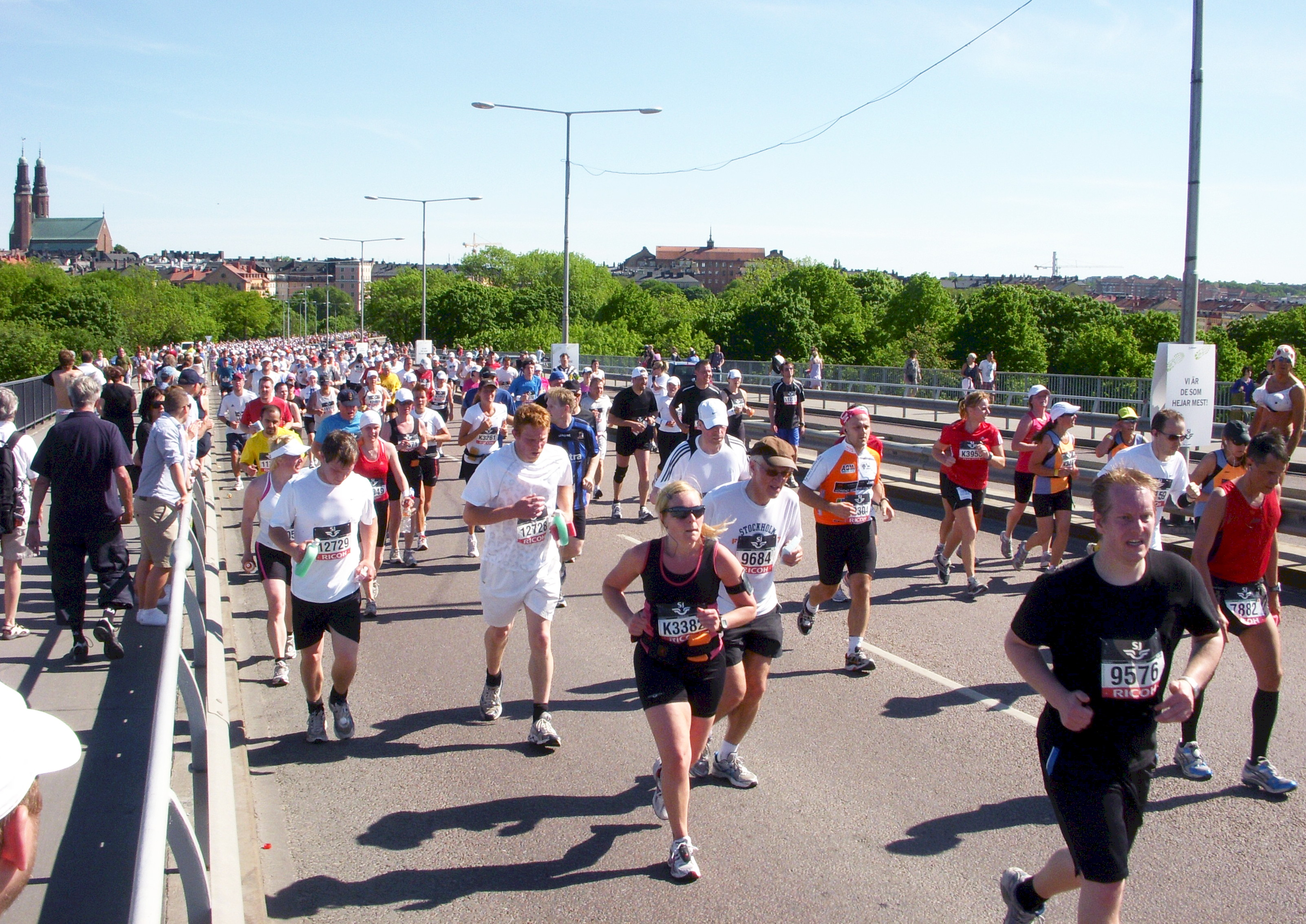
Maratona di Stoccolma 2009, sul Västerbron
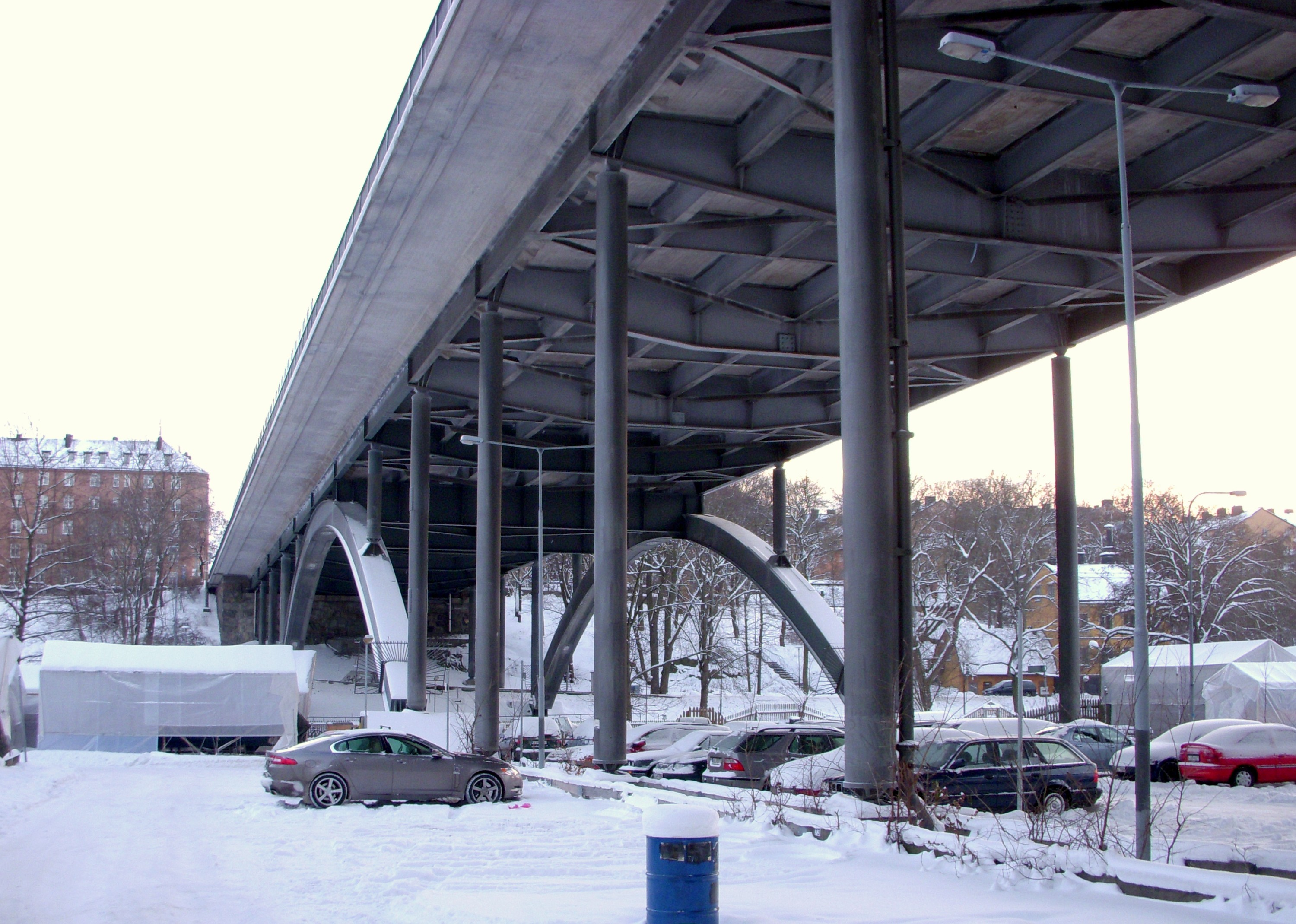
Västerbron si estende a sud su Pålsund